# Carolina Parra
Carolina Moraes Parra (sinh 16 tháng 11 năm 1978, São Paulo, Brasil) là một người chơi ghita và trống cho ban nhạc indie-electro Brasil CSS. Cô gia nhập CSS ở Tim Festival năm 2004.
Ngoài CSS, cô từng chơi cho nhiều ban nhạc khác bao gồm Ultrasom, Caxabaxa và Verafisher.